# Coleophora astragalorum
Coleophora astragalorum é uma espécie de mariposa do gênero Coleophora pertencente à família Coleophoridae.